# Portmore Lough (sjö)
Portmore Lough är en sjö i Storbritannien.   Den ligger i riksdelen Nordirland, i den västra delen av landet, 500 km nordväst om huvudstaden London. Portmore Lough ligger 10 meter över havet. Arean är 1,5 kvadratkilometer. Den ligger vid sjön Lough Neagh.Trakten runt Portmore Lough består i huvudsak av gräsmarker. Den sträcker sig 1,6 kilometer i nord-sydlig riktning, och 1,4 kilometer i öst-västlig riktning.